# Ири (буква)

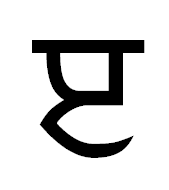

Ири, ੲ (в.-пандж. ਈੜੀ) — третья буква алфавита гурмукхи, относится к группе из трех носителей гласных ੳ, ਅ и ੲ. Знак ири отдельно не употребляется, а является основой для обозначения в начале слова трёх гласных букв: ਇ, ਈ, ਏ. В середине или конце слова согласная, стоящая перед ири всегда получает огласовку на «а», например ਲਏ читается как lae. Символ юникода U+0A72.
Гласные на основе ири образуются при помощи диакритических знаков:
- Ири сихари, ੲ + ਿ◌= ਇ — короткий «и».
- Ири бихари, ੲ + ◌ੀ = ਈ — долгий «и».
- Ири лан, ੲ + ◌ੇ = ਏ — э.

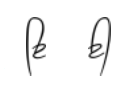
Рукописные ири сихари, ири бихари.